# Baptisterium (Pisa)

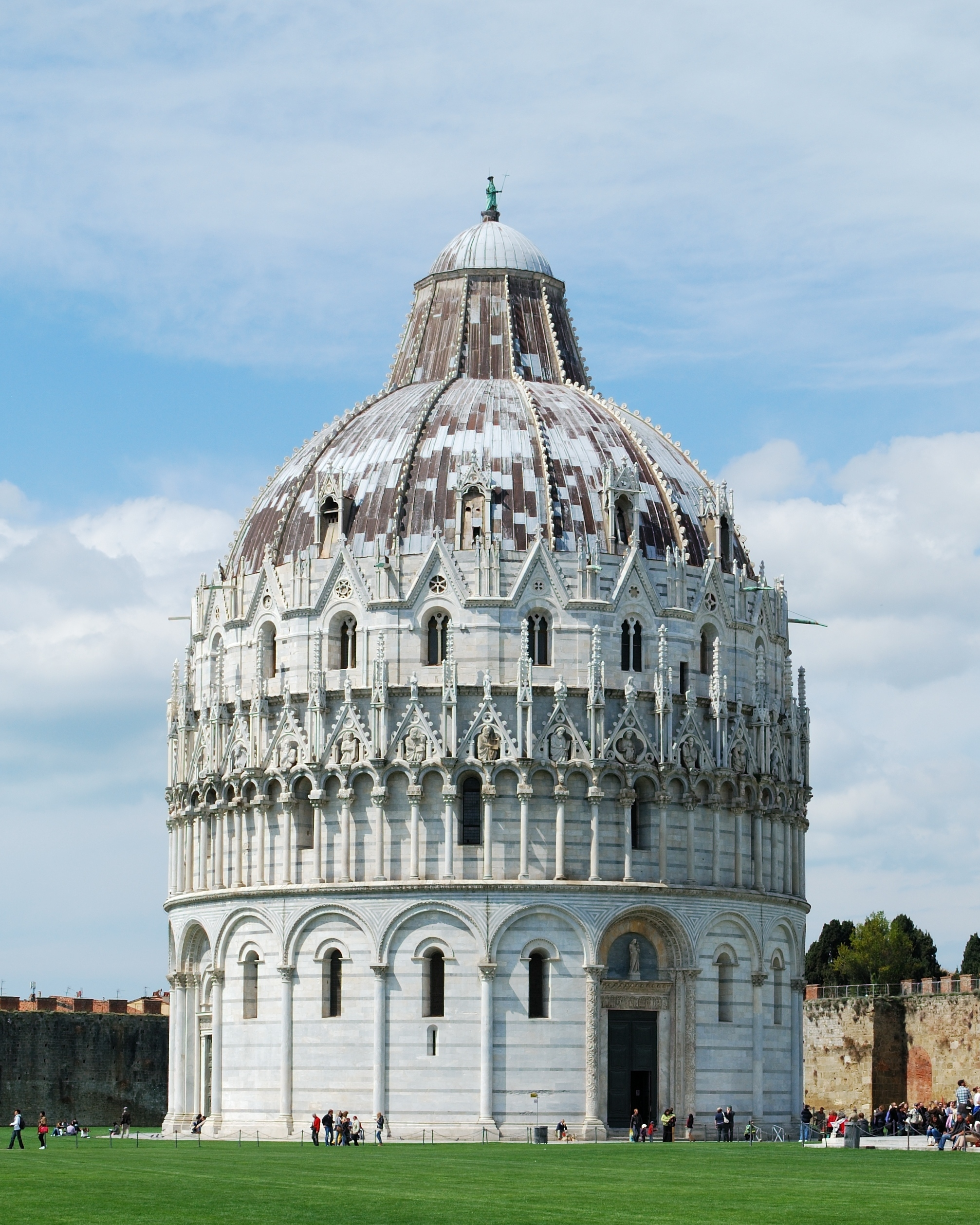
Das Baptisterium

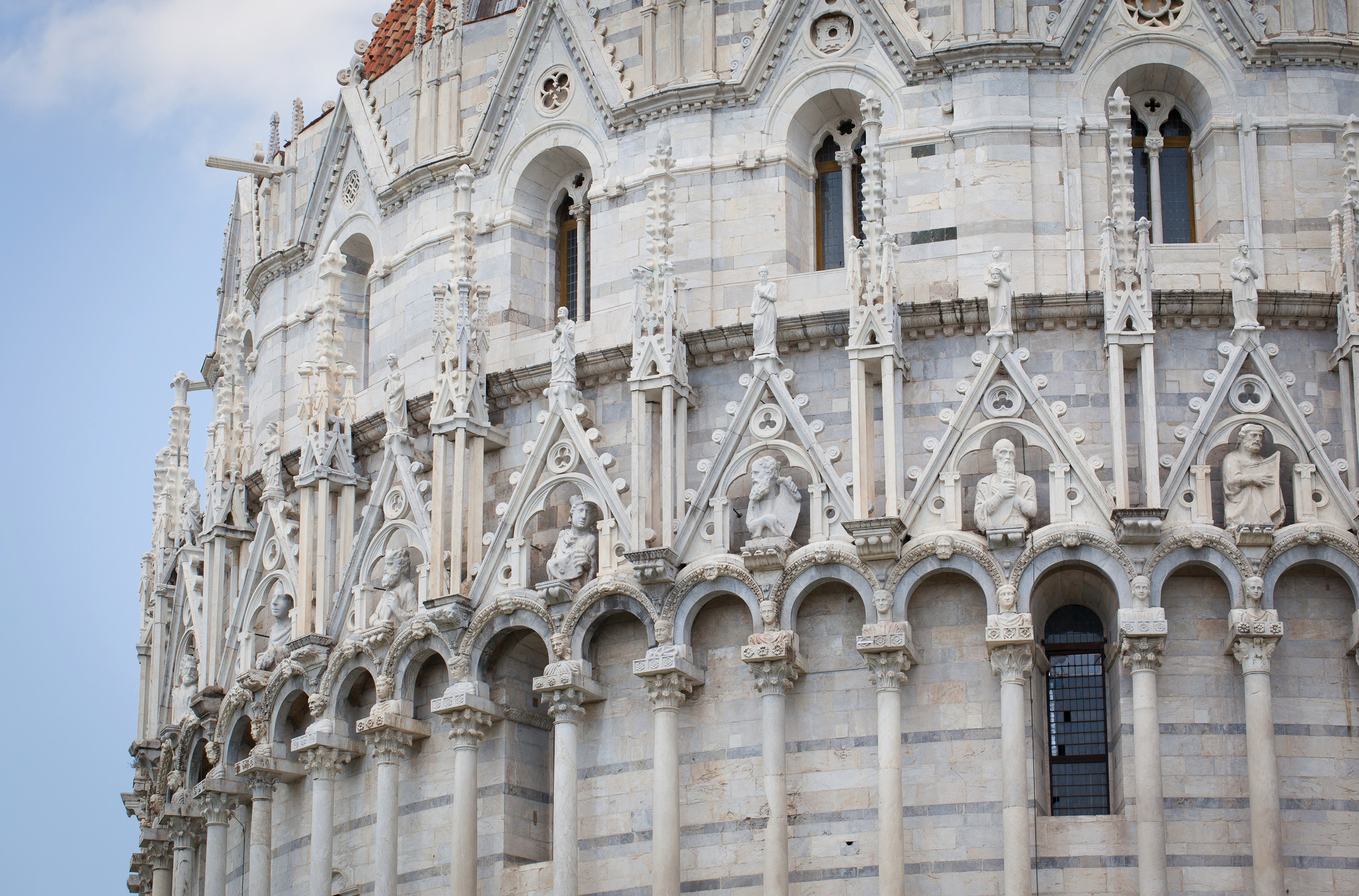
Das Figurenprogramm der zweiten, gotisch geprägten Bauphase des Baptisterium nach 1270 durch Niccolò und Giovanni Pisano, Detail der Südostseite

Das Baptisterium in Pisa (ital. Battistero di Pisa) ist die Taufkirche des Doms in Pisa.
Der frei auf der Piazza dei Miracoli stehende Bau wurde 1152 von Diotisalvi als Ergänzung zum Dom im romanischen Stil auf kreisförmigem Grundriss nach dem Vorbild der Anastasis-Rotunde des Heiligen Grabes in Jerusalem begonnen. Es ist die mit insgesamt 54 Meter Höhe und einem Umfang von 107 Meter größte Taufkirche in der christlichen Geschichte.

## Architektur
Nach einem finanziell bedingten Baustopp am Ende des 12. Jahrhunderts wurde die Außenverkleidung erst 1270 von Niccolò Pisano und nach dessen Tod 1278 von seinem Sohn Giovanni Pisano fortgeführt. Während die Fassade der ersten Etage noch mit rundbogigen Blendarkaden im Stil des Doms ausgeführt wurde, gestaltete man die zweite Etage zwar auch mit einer Galerie, wie sie vielstöckig die Domfassade prägt, setzte dieser jedoch gotische Fialen und Ziergiebel, sogenannte Wimperge, aus Maßwerk auf und stattete diese mit einem bis dahin auf Außenwänden seltenen und erstmals so reichen Figurenprogramm aus.  Je drei Bögen entsprechen dem Abstand zwischen zwei Säulen der Blendarkade. Wie am Dom liegt dem Kapitellkelch jeweils ein aus der Wand ragender Gebälkblock auf, auf dem wiederum ein kleiner Kämpfer den Brustteil für die kleinen Frauen- und Männerköpfe bildet, die zwischen den Bogenanfängern liegen, 60 an der Zahl und 45–50 cm groß. Die 60 Schlusssteine der Bögen sind mit etwas kleineren Männer- und Tiermasken verziert. Über jeweils zwei Säulen der Galerie stehen die Wimperge, die mit Krabbenkämmen dekoriert und von insgesamt 30 eineinhalb Meter hohen Skulpturen bekrönt werden, 27 ganzfigurigen Heiligen und über dem Hauptportal drei Halbfiguren von Christus, Maria und Johannes dem Täufer. Die Giebel fassen Dreipassbögen auf stilisierten ionischen Säulchen ein, die als Rahmen für die immensen, 160–180 cm großen, Halbfiguren dienen. Die Skulpturen stellen Heilige mit ihren Attributen dar und stehen, wie auch die viergliedrigen Fialen, auf dekorativen Konsolen. Der Stil der Halbfiguren ist heterogen. Zum Teil weisen sie starke klassische Züge auf, andere wirken französisch (speziell Reims). Man ist sich weitestgehend einig, dass die meisten Köpfe von Nicolà Pisano stammen, wenn auch nur teilweise von ihm ausgeführt, so doch zumindest im Entwurf. Auch John Pope-Hennessy sieht Nicolà als Autor mindestens der zentralen großen Halbfiguren der Jungfrau mit Kind, des Johannes und der sich ihm anschließenden vier Evangelisten. Allgemein jedoch werden die Halbfiguren in den Giebeln seinem Sohn Giovanni und dessen Werkstatt zugeschrieben und auf die Zeit datiert, nachdem dieser mit der Arbeit an der Fontana Maggiore in Perugia fertig war, also nach 1278.
Der Bau hat innen einen zweigeschossigen Stützenkranz aus 12 Pfeilern und Säulen, der einen kreuzgratgewölbten Umgang vom Mittelbereich unter der Innenkuppel trennt. Diese Innenkuppel besteht aus einem Kegelstumpf, der zunächst oben offen blieb. Die äußere Segmentkuppel, die die Innenkuppel teils überdeckt, wurde erst 1358 von Cellino di Nese und von Zibellinus, einem Baumeister aus Bologna, errichtet. Dabei fügte man dem Bau ein drittes Außengeschoss hinzu. 1394 schloss man die offene Mitte der alten Kegelkuppel mit einem kleinen Gewölbe, was den Bau auf seine heutige Gesamthöhe brachte.
Auf der Spitze der Kirche steht eine drei Meter hohe Bronzestatue von Johannes dem Täufer, die am Anfang des 15. Jahrhunderts dort befestigt wurde. Das Hauptportal ist von zwei mit Reliefs verzierten Säulen eingerahmt. Zwei Architrave liegen über dem Portal, das obere, leicht geneigte zeigt Jesus flankiert von Maria und Evangelisten alternierend mit Engeln. Der untere gibt Szenen aus der Lebensgeschichte von Johannes dem Täufer wieder. Im Giebelfeld steht eine Kopie der Maria mit Kind von Giovanni Pisano (um 1295).

## Ausstattung im Innenraum

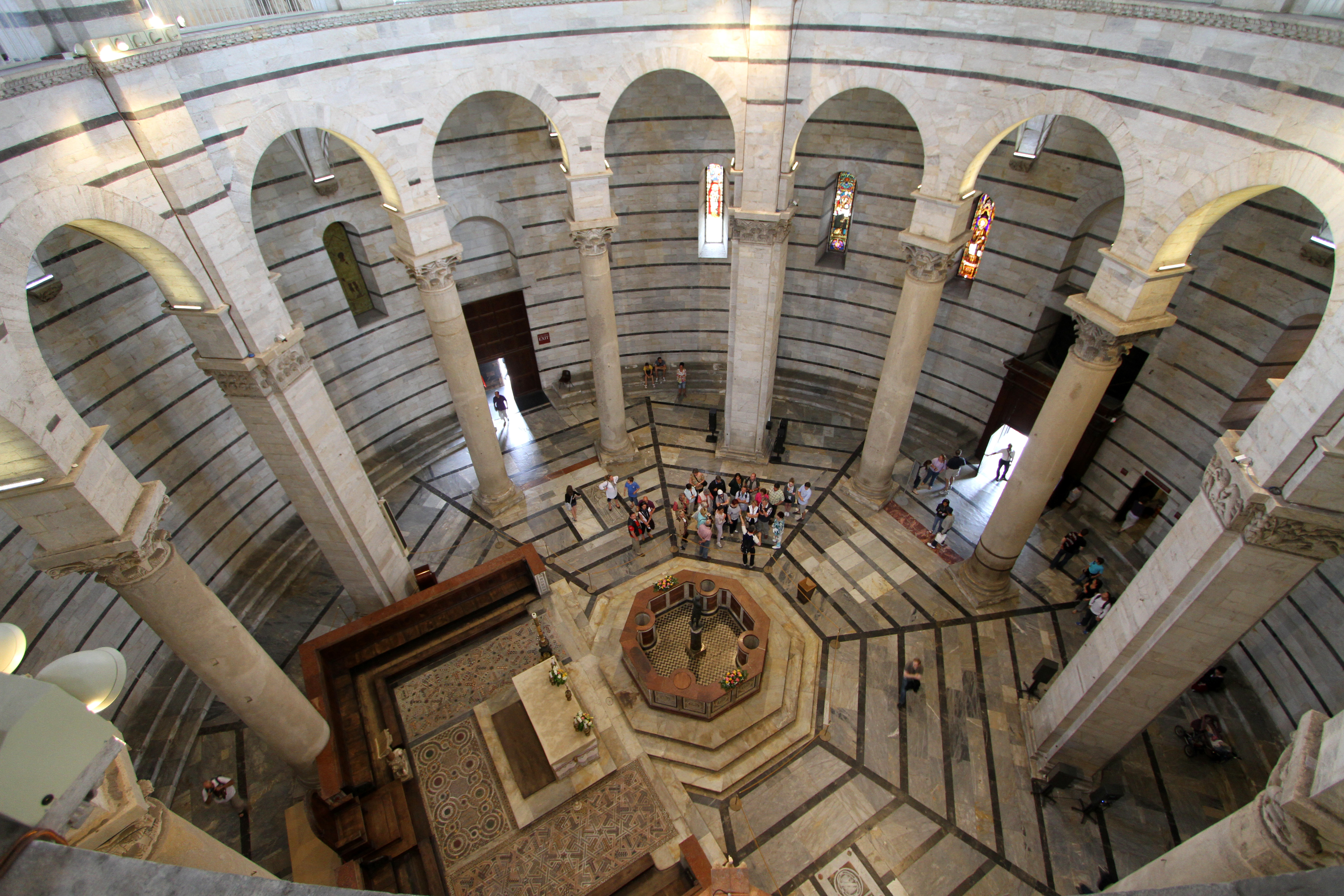
Innenansicht

In der Mitte des Kirchenraums steht ein achteckiges Taufbecken, das von Guidobono Bigarelli da Como 1246 vollendet wurde. 1929 wurde eine Statue von Johannes dem Täufer durch Italo Griselli hinzugefügt.

### Die Marmorkanzel Niccolò Pisanos
Die freistehende Marmorkanzel im Baptisterium stammt von Niccolò Pisano und ist von ihm mit dem Jahr 1260 signiert. Toskanischer Stil vereinigt sich hier erstmalig mit französischer Gotik und antiken Einflüssen aus Süditalien, wo Niccolò vermutlich herkam und am Hof Friedrichs II. mit französischer wie antiker Skulptur vertraut wurde. Die Kanzel gilt mit ihrer Verwendung dieser antiker Vorbilder in der Kunstgeschichte als früher Markstein auf dem Weg zur Renaissance (siehe auch Protorenaissance).
Sieben Säulen tragen das sechseckige Kanzelbecken, auf dem das Lesepult von einem Adler getragen wird. Die Kapitelle sind mit gotischem Blattwerk verziert, drei der Säulen sind verkürzt und werden von naturalistisch gehauenen Löwen getragen, während die Basis der Mittelsäule von grotesken Figuren und Tieren gesäumt wird. An der Brüstung der Kanzel befinden sich fünf Reliefs mit den neutestamentarischen Szenen Maria Verkündung/Geburt Jesu/Verkündung an die Schäfer, Anbetung der heiligen drei Könige, Darstellung im Tempel, Kreuzigung und Jüngstes Gericht. In den Zwickeln sind gepaart Propheten zu sehen, unter der Kreuzigung und dem Jüngsten Gericht sind es Evangelisten. Über den Kapitellen sind die fünf Tugenden und unter dem Pult Johannes der Täufer dargestellt. Die Stärke findet ihr Vorbild in einem nackten Herkules.
Über Treppen kann man sowohl auf den Emporen-Umgang als auch unter das Kuppeldach gelangen. Auf dem Umgang sind Skizzen der größtenteils zerstörten Fresken aus dem Camposanto ausgestellt.
Das Baptisterium hat durch seine zylindrische Bauweise ein besonderes Echoverhalten. Gelegentlich stimmt einer der Wächter mehrere verschiedene Gesangstöne an, die in Kombination miteinander durch das Echo im Gebäude zu einem Klangerlebnis werden.
Wie in vielen mittelalterlichen Sakralgebäuden wird auch im Pisaner Baptisterium der Zahlensymbolik bezüglich der Zahl von Architekturelementen (zum Beispiel Säulen, Stützen usw.) eine besondere Bedeutung beigemessen und ihre Anzahl mit Zahlen, die in der Bibel vorkommen, in Zusammenhang gebracht. Im Baptisterium sind besonders die Vier, die Acht und die Zwölf vertreten.